# ميخائيل خودوركوفسكي
ميخائيل خودوركوفسكي بوريسوفيتش (الروسية: Михаи́л Бори́сович Ходорко́вский)
ولد في 20 يونيو 1963 رجل أعمال روسي يهودي.
وهو أب لأربعة أطفال.

## العفو
جرى إخراج خودوركوفسكي من سجنه في شمال غرب روسيا في عملية سرية تم الاتفاق على تفاصيلها خلف أبواب مغلقة مع الحكومة الألمانية بوساطة وزير الخارجية الألماني السابق هانز ديتريش غينشير.وفي أحداث متلاحقة، استقل خودوركوفسكي، طائرة أكدت وزارة الخارجية الألمانية لاحقا أنها هبطت في مطار شوينفيلد في برلين.
وفي أول تصريحات له منذ الإفراج عنه، قال خودوركوفسكي الذي كان أغنى رجل في روسيا، إن طلبه بالعفو لم يكن اعترافا بالاتهامات الموجهة إليه، وشكر غينشر الذي تولى وزارة الخارجية من 1974 وحتى 1992.
ولكن في بيان أصدره محاموه، لم يتطرق خودوركوفسكي إلى خططه المستقبلية واكتفى بالقول «أنا أتطلع بشدة إلى اللحظة التي أتمكن فيها من عناق أحبائي».
وقال إنه تقدم بطلب العفو إلى بوتين في 12 تشرين الثاني/نوفمبر رغم أن فريق الدفاع عنه كان لا يعلم بالطلب، عندما أعلن بوتين نيته الإفراج عن موكلهم الخميس. وكان الكرملين قد أعلن في بيان الجمعة أن الرئيس الروسي وقع مرسوم العفو عن خودوركوفسكي.
وجاء إعلان الكرملين غداة تأكيد بوتين الخميس وخلافا لكل التوقعات أن خودوركوفسكي الذي يفترض أن يتم الإفراج عنه في آب/أغسطس 2014، تقدم إليه بطلب عفو لأسباب إنسانية إذ أن والدته مريضة.
ومن غير الواضح ما هو الدور الذي سيقوم به خودوركوفسكي في روسيا بعد الإفراج عنه، إلا أنه يبدو من المؤكد أن بوتين لم يكن ليسمح بالإفراج عنه لو كان يعتبره تهديدا. ولا يوجد مؤشر على موعد عودته إلى روسيا وما إذا كان سيعود إلى وطنه.
وتزامن الإفراج عن خودوركوفسكي مع العفو عن عدد كبير من السجناء المدانين بجرائم غير عنيفة والمتوقع أن تشمل عضوات فرقة «بوسي ريوت» الغنائية في الأيام المقبلة.